# 顾母站
顧母站（：／ Gomo yeok */?）是位于韩国大邱寿城区顧母洞的一个铁路车站，属于京釜线。

## 历史
- 1925年11月1日，落成使用。
- 1957年9月29日，新的站舍竣工。
- 2004年7月15日，客运业务停止办理。

## 车站周边
- 琴湖江
- 達磨寺

## 相鄰車站
韓國鐵道公社
京釜線
東大邱－顧母－佳川